# Roca Foradada (Bruguers, Gavà)
La Roca Foradada o Arc de Bruguers és una formació rocosa de gres, o tafone, modelada per la erosió eòlica situada a Bruguers, al municipi de Gavà, al camí que transcorre entre l'Ermita de Bruguers i el Castell d'Eramprunyà.